# Paracerceis glynni
Paracerceis glynni là một loài chân đều trong họ Sphaeromatidae. Loài này được Kensley miêu tả khoa học năm 1984.